# El libro Negro (novela)
El libro Negro, libro del autor italiano Giovanni Papini, continuación de las aventuras de un excéntrico millonario llamado Gog.
En esta continuación de Gog, Papini, a través de su personaje, viaja por todo el mundo y tiene entrevistas con celebridades contemporáneas, pintando el negro panorama que titula su obra, escrita en la Italia de postguerra.
Fue publicado en 1951.